# فرمول یک ۲۰۱۱ (بازی ویدئویی)
فرمول یک ۲۰۱۱ (انگلیسی: F1 2011) یک بازی ویدیویی مسابقه‌ای است که توسط کدمسترز بر اساس مسابقات فرمول یک فصل ۲۰۱۱ برای کنسول‌های مایکروسافت ویندوز، نینتندو ۳دی‌اس، پلی‌استیشن ویتا و اکس‌باکس ۳۶۰ عرضه شده‌است.